# Жиздра (река)
Жи́здра — река в России, левый приток Оки. Протекает по территории Калужской области, на небольшом участке течение проходит по территории Тульской области.

## Этимология названия
Гидроним балтийского происхождения — его могло оставить племя голядь. Жиздра — это «крупный песок, галька» (ср. лит. žizdras, žvirgždas).

## Описание
Длина — 223 км, площадь водосборного бассейна — 9170 км². Берёт начало в болотистой местности к северу от деревни Заболотье (10 км к востоку от города Людиново). Течёт по Среднерусской возвышенности. В верхней половине общее направление течения — восточное, в нижней половине течёт на северо-восток. Впадает в Оку чуть выше села Перемышль.
На реке расположены города Жиздра и Козельск. На берегу реки располагается монастырь Оптина пустынь.

## Гидрология
Питание снеговое и дождевое. Среднегодовой расход воды — около 35 м³/с (в районе Козельска). Замерзает в конце ноября, вскрывается в начале апреля. Река сплавная ниже Козельска. В бассейне реки Жиздры — 28 притоков длиной более 10 км и 101 приток длиной менее 10 км с общей длиной 270 км.
| Средний расход воды (м³/с) реки Жиздра по месяцам с 1933 по 1985 гг. (замеры производились на гидрологическом посту в районе г. Козельска) |

## Притоки
(расстояние от устья, указана длина крупнейших притоков)
- 5 км (пр): Песочня (нижн.)
- 17 км (лв): Большая Гвидка
- 23 км (пр): Чертовская
- 27 км (лв): Озерчанка
- 30 км (пр): Песочная
- 35 км (лв): Серёна (дл. 108 км)
- 56 км (лв): Клютома
- 58 км (лв): Другуска
- 63 км (пр): Сосенка
- 66 км (пр): Грязна
- 81 км (лв): руч. Лукосна
- 82 км (пр): Ямная
- 87 км (пр): Трошенка
- 92 км (пр): Вытебеть (дл. 133 км)
- 103 км (пр): Красная
- 105 км (лв): Дрисенка
- 106 км (пр): Амжеронка
- 118 км (лв): Медведка
- 124 км (лв): Коща
- 129 км (лв): Вязовенка
- 134 км (пр): Рессета (дл. 123 км)
- 153 км (лв): Вёртинка
- 156 км (лв): Брынь (дл. 69 км)
- 165 км (лв): Драгожань
- 171 км (лв): Песочня (средн.)
- 179 км (лв): Ясенок
- 190 км (пр): Песочня (верхн.)
- 200 км (пр): Потья

## Данные водного реестра
По данным государственного водного реестра России относится к Окскому бассейновому округу, водохозяйственный участок реки — Ока от города Белёв до города Калуга, без рек Упа и Угра, речной подбассейн реки — бассейны притоков Оки до впадения Мокши. Речной бассейн реки — Ока.
Код объекта в государственном водном реестре — 09010100512110000019630.

## Галерея
- Жиздра недалеко от Устов
- Жиздра за Поляками (Думиничский район)
- Вид на реку с Чернышенского моста
- Вид на реку с Чернышенского моста
- Вид на реку с Дубровского моста
- Жиздра за с. Чернышено